# Пеніцилін

Загальна структура пеніциліну, де R довільний замісник

Пеніцилін (МНН: бензилпеніцилін) — перший з відкритих антибіотиків подібного хімічного складу (пеніцилінів). Ядро молекули — 6-амінопеніциланова кислота (6-АПК) — гетероциклічна сполука, яка складається з чотиричленного β-лактамного та п'ятичленного тіазолідинового кілець. Похідні пеніциліну різняться тільки характером замісника R.
Пеніцилін отримано вперше з цвілевих грибів роду Penicillium. Повсюдно використовують його похідні, такі як бензилпеніцилін (бензиловий етер 6-амінопеніциланової кислоти).

## Історія відкриття
«Для розгрому нацизму та визволення Франції він зробив більше цілих дивізій»,— так писали у вересні 1945 року паризькі газети під час приїзду Александра Флемінга, який відкрив пеніцилін.

### Хто ж перший?
У 1896 році з грибків був виділений перший антибіотик[?] — мікофенолова кислота (від грец. μύκης — гриб, фенол — відомий дезінфікувальний засіб). У цьому ж році нікому невідомий студент Ліонської військово-медичної академії Ернест Дюшен описав у своїй дипломній праці «життєву конкуренцію» мікроорганізмів та цвілевих грибів, особливо зелених, добре відомих французам завдяки їхнім улюбленим сирам — рокфору та камамберу.

Російські лікарі В. А. Манасєїн (1841—1901) та А. Г. Полотєбнов (1838—1908) у 80-тих роках XIX ст. використали для лікування дерматологічних хвороб, які спричинюють бактерії, шкірку апельсинів, на якій росла пліснява, подібна до пеніцилліуму, й лікували гнійні рани прикладанням до них зеленої плісняви, але це залишилось практично непоміченим сучасниками.
1913 року К. Алсберґ виділив пеніцилову кислоту.
До Першої світової війни хворих лікували сумішшю антибіотиків, які отримували з мікроорганізмів групи Pseudomonas. Але все ж таки лікування пліснявою вважалося «лабораторним курйозом»[джерело?].

### Непередбачений випадок
В один з осінніх днів 1928 року в маленькій лабораторії при шпиталі Св. Марії у Лондоні мікробіолог Александер Флемінг (1881—1955) досліджував різні культури гноєтворних бактерій. Деякі з чашок Петрі науковець заселив бактеріями ще до літніх канікул, і зараз у них були чітко видні колонії бактерій. Проте де-не-де, до відчаю Флемінга, поселились й цвілеві гриби. В одній з чашок Петрі виросла велика колонія плісняви, при чому її оточила зона вільна від бактерій. Стало очевидним, що цвілеві гриби перешкоджають росту бактерій.
Флемінг обережно відібрав пробу плісняви з цієї чашки й помістив її на нове поживне середовище, попередньо стерилізоване шляхом нагрівання. Так була отримана ще одна колонія цвілевих грибів. Потім дослідник «висадив» навколо різні види бактерій: стрептококи, стафілококи та збудники сибірки й дифтерії. Всі вони не розмножувались у безпосередній близькості до гриба, що було значним цікавим відкриттям. Науковець встановив, що «його» гриб — це зелена кистеподібна пліснява Penicillium notatum.
Потім Флемінг став вирощувати цей грибок у об'ємистій посудині з рідким поживним розчином. Незабаром зеленкуватий міцелій покрив поверхню цього розчину, який через декілька діб забарвився у золотисто-жовтий відтінок. У нових дослідах з бактеріями було знайдено, що відділений від гриба поживний розчин так само пригнічував розмноження бактерій. Отже, ця пліснява, ймовірно, виділяла в навколишнє середовище якусь «ворожу» бактеріям речовину, названу згодом Флемінгом, згідно з походженням — пеніциліном.

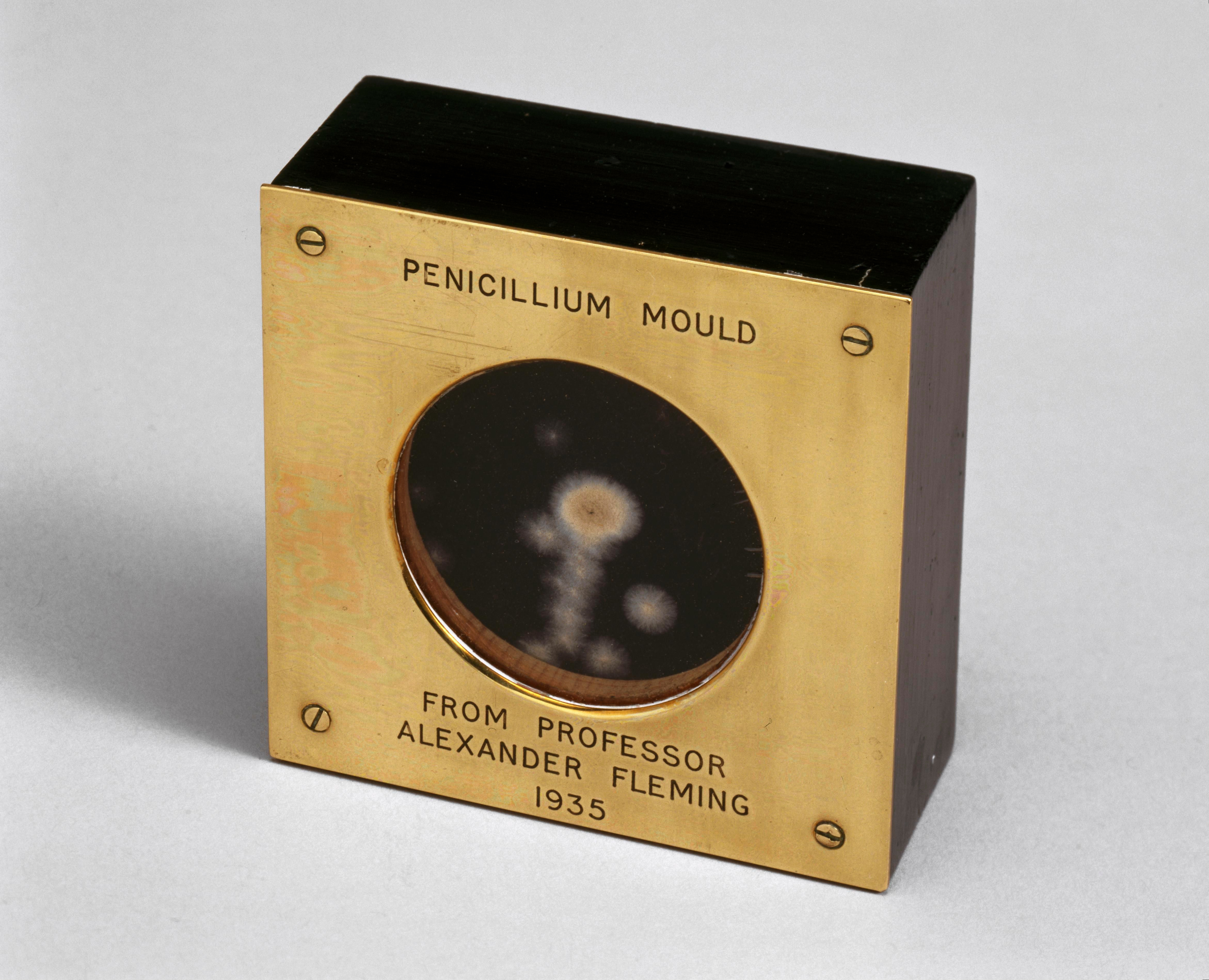
Зразок пеніцилінової плісняви з досліджень Александера Флемінга
(з експозиції Музею науки)

Флемінг  і не підозрював, що зробив дуже важливе відкриття, він навіть не спробував отримати пеніцилін у чистому вигляді й використати його для боротьби з хвороботворними бактеріями, хоча б на організмах лабораторних тварин. Мікробіолог навіть у 1940 році говорив, що «пеніциліном не варто займатись». Але на цей час це вже не залежало від його волі. Друга світова обернулась катастрофою мільйонів поранених й покалічених, яких не могли врятувати звичайні ліки і навіть поширені тоді сульфаніламіди.

### Подальші події
Флемінг у 1929 році опублікував свою статтю, в якій описав культури пеніцилліуму, але після того практично забув про свою працю. У 1936 році його колега по шпиталю Св. Марії показав згубну дію пронтозіла на стрептокок — ще один гноєтворний мікроорганізм. Флемінг з ентузіазмом взявся за дослідження нових ліків. Пеніциліном він не цікавився.
Цю проблему почали вивчати Говард Волтер Флорі (1898—1968) з Оксфорду та його молодий помічник Ернест Борис Чейн (1906—1979).
У квітні 1933 року, працюючи у лабораторії Флорі в Оксфорді, Чейн запропонував старшому колезі «подивитись», що таке пеніцилін з хімічної точки зору. Чейна вабила його біохімічна складність, Флорі — дія на патогенний стрептокок.
У 1938 році Чейн розпочав дослідження, але спочатку «результати були не обнадійливі». Потім йому вдалось кардинально вдосконалити експериментальну установку, внаслідок чого науковець отримав достатню кількість цінного екстракту. Він попросив перевірити новий продукт на токсичність.
25 травня 1940 року Говард Флорі провів перші випробовування пеніциліну на тваринах. Ці досліди показали пречудові результати та величезний потенціал пеніциліну у боротьбі з інфекціями. Чейн очистив пеніцилін й встановив його молекулярну структуру. Він також почав вимагати заяви на патент. Проте Флорі відмовився це робити, вважаючи патентування в області біомедичних досліджень неетичними. Помилковість своїх міркувань він зрозумів у найближчому майбутньому.
У 1941 році Флорі вирушив до США з колбою отриманого у лабораторії пеніциліну у пошуках комерційної допомоги, залишивши Чейна в Англії, яка зазнавала бомбардування. Тут, у Лос-Анджелесі, відбулося й перше випробування пеніциліну. Ним лікували пораненого у перестрілці поліцейського, котрого все ж таки не вдалося врятувати, тому що закінчився сам препарат: його було всього 3 грами. У тому ж 1941 році США вступили у війну та почали державну програму масового виготовлення пеніциліну. Однією з компаній, що приєдналася до неї, був Pfizer: хоча в 1941 році вони ще не виготовляли медикаменти, проте мали великий досвід у виготовленні лимонної кислоти шляхом бактеріальної переробки цукру.
Спочатку Pfizer використовував метод Флорі, але вихід пеніциліну не задовольняв інженерів компанії. Тоді у 1943 році головний інженер Джаспер Кейн переконав керівництво інвестувати в промислове виробництво пеніциліну, використовуючи методи компанії, які використовувалися для лимонної кислоти. Хоча на момент рішення ще не було відомо, чи зможе новий метод запрацювати з новою культурою, компанія вирішила ризикнути та розпочала будівництво нової фабрики, яка запрацювала у березні 1944 року. Результат перевершив всі очікування: випуск пеніциліну збільшився з 40 тисяч одиниць за весь 1943 рік до 125 мільярдів за 1944.
У 1944 році Говард Флорі вирушив до СРСР, де професор З. В. Єрмольєва створила власний пеніцилін (крустозин), який виявився навіть кращим за англійський[джерело?].

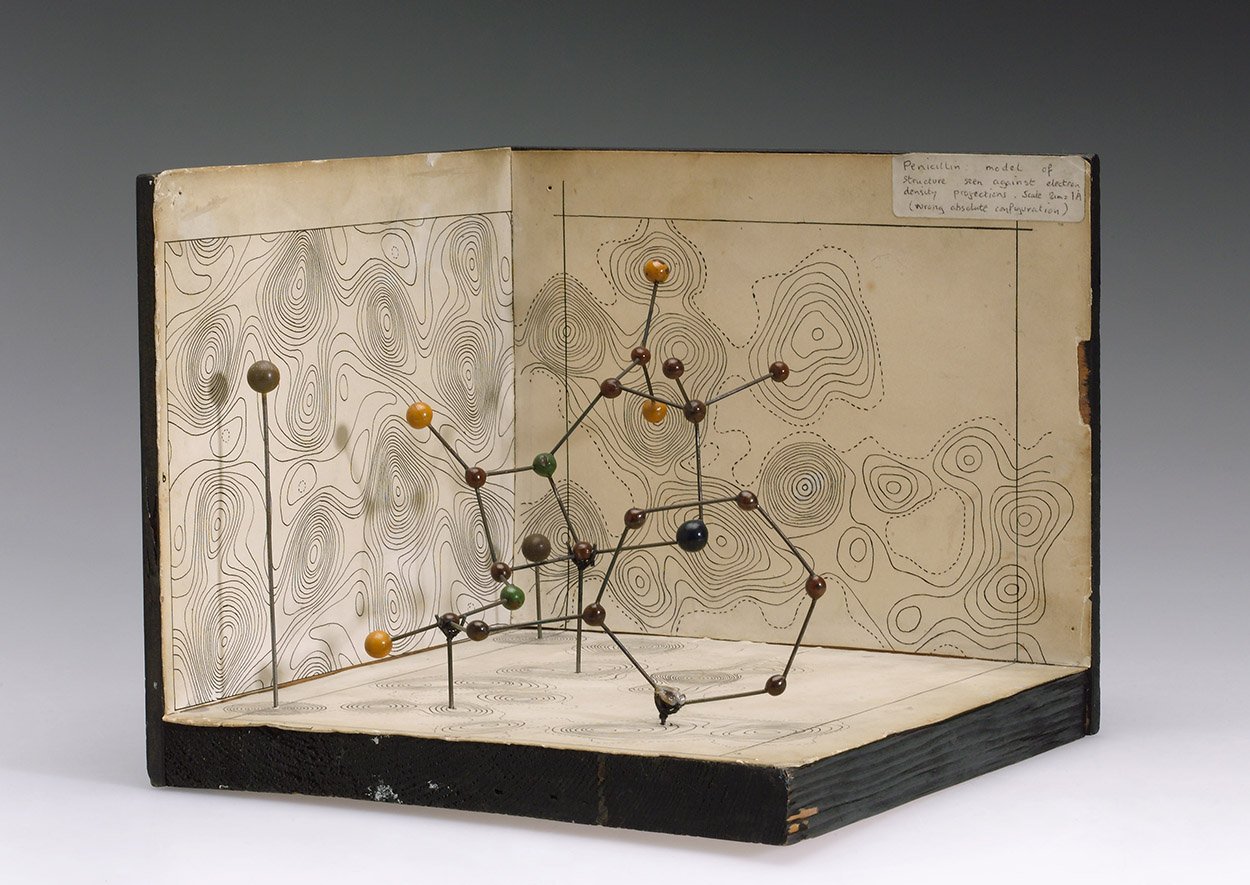
Молекулярна модель пеніциліну, створена Дороті К. Годжкін (прибл. 1945 р.)

Випадки виліковування від бактеріальних інфекцій сприймалися майже як диво. Але виробництво залишалось все таким же складним і дорогим. Для того, щоб вилікувати одного пацієнта, потрібно було приблизно 1000 л «грибного бульйону». У зв'язку з цим необхідно було вирішити три проблеми: знайти продуктивніший вид плісняви; навчитися культивувати її у величезній кількості; створити метод отримання пеніциліну з поживного розчину у чистому вигляді.

## Показання
Лікування захворювань, які спричинюють чутливі до бензилпеніциліну мікроорганізми: крупозна та вогнищева пневмонія, емпієма плеври, сепсис, септицемія, пієм, гострий та підгострий септичний ендокардит, менінгококова інфекція, деякі гнійні менінгіти, гострий та хронічний остеомієліт, інфекції сечовивідних та жовчних шляхів, ангіна, гнійні інфекції шкіри, м'яких тканин та слизових оболонок, бешиха, дифтерія, скарлатина, сибірка, актиномікоз, лікування гнійно-запальних захворювань в акушерсько-гінекологічній практиці, ЛОР-захворювань, очних хвороб, гонорея (в тому числі гонобленорея), сифіліс.

## Побічна дія
Найчастіше зустрічаються наступні побічні ефекти:
З боку травної системи: діарея, нудота, блювання.
Ефекти, обумовлені хіміотерапевтичною дією: кандидоз, зокрема піхви, порожнини рота.
З боку ЦНС: при застосуванні бензилпеніциліну у високих дозах, особливо при ендолюмбальному введенні, можливий розвиток нейротоксичних реакцій: нудота, блювання, підвищення рефлекторної збудливості, симптоми менінгізма, судоми, кома.
Алергічні реакції: підвищення температури тіла, кропив'янка, шкірний висип, висип на слизових оболонках, біль у суглобах, еозинофілія, ангіоневротичний набряк. Описані випадки анафілактичного шоку з летальним результатом. У такому випадку покладається негайне введення внутрішньовенно адреналіну.

## Протипоказання
Підвищена чутливість до бензилпеніциліну та інших препаратів з групи пеніцилінів та цефалоспоринів. Ендолюмбально введення протипоказане пацієнтам, що страждають на епілепсію.